# モンテネグロのイスラム教

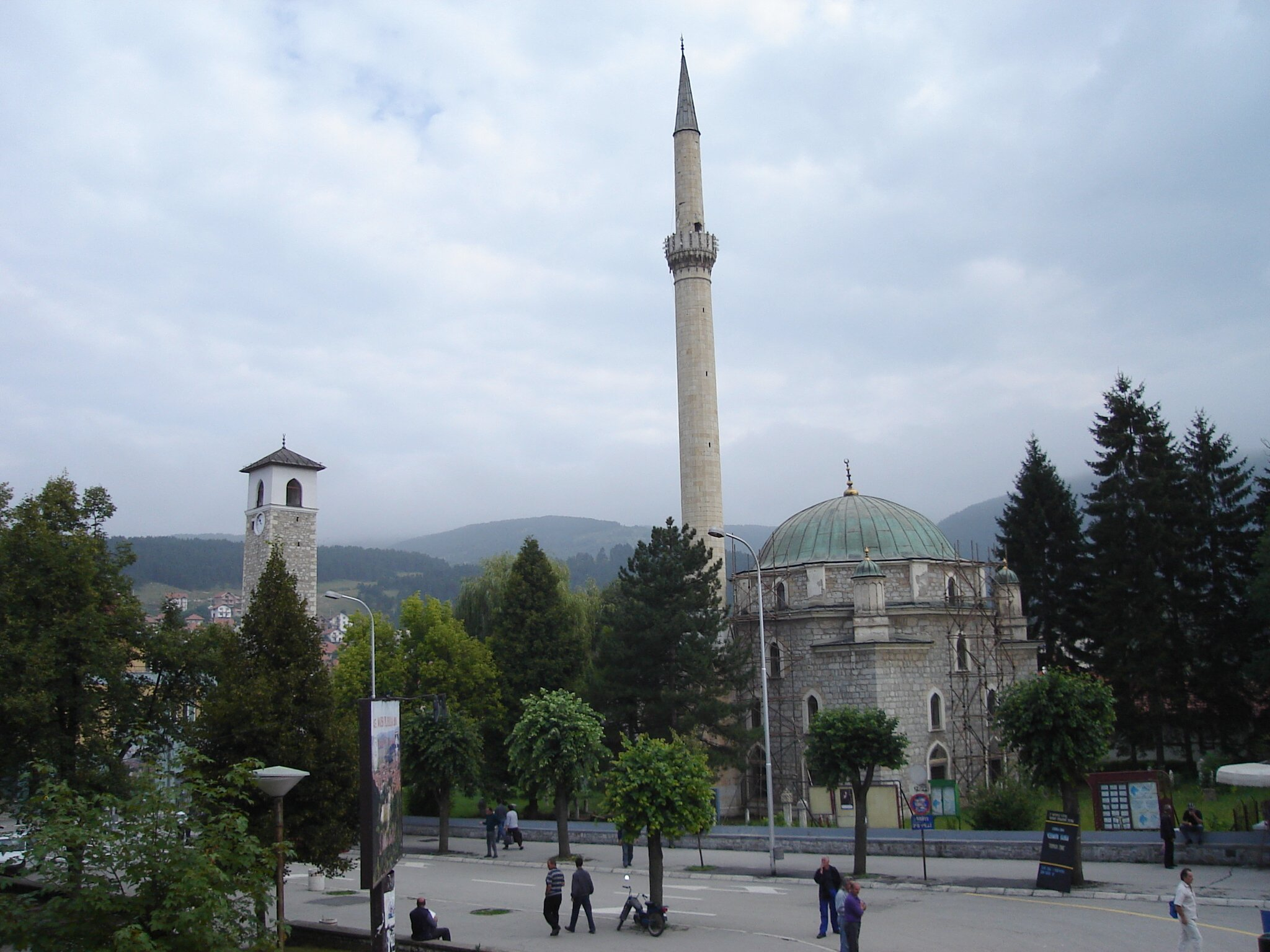
プリェヴリャにあるモスク

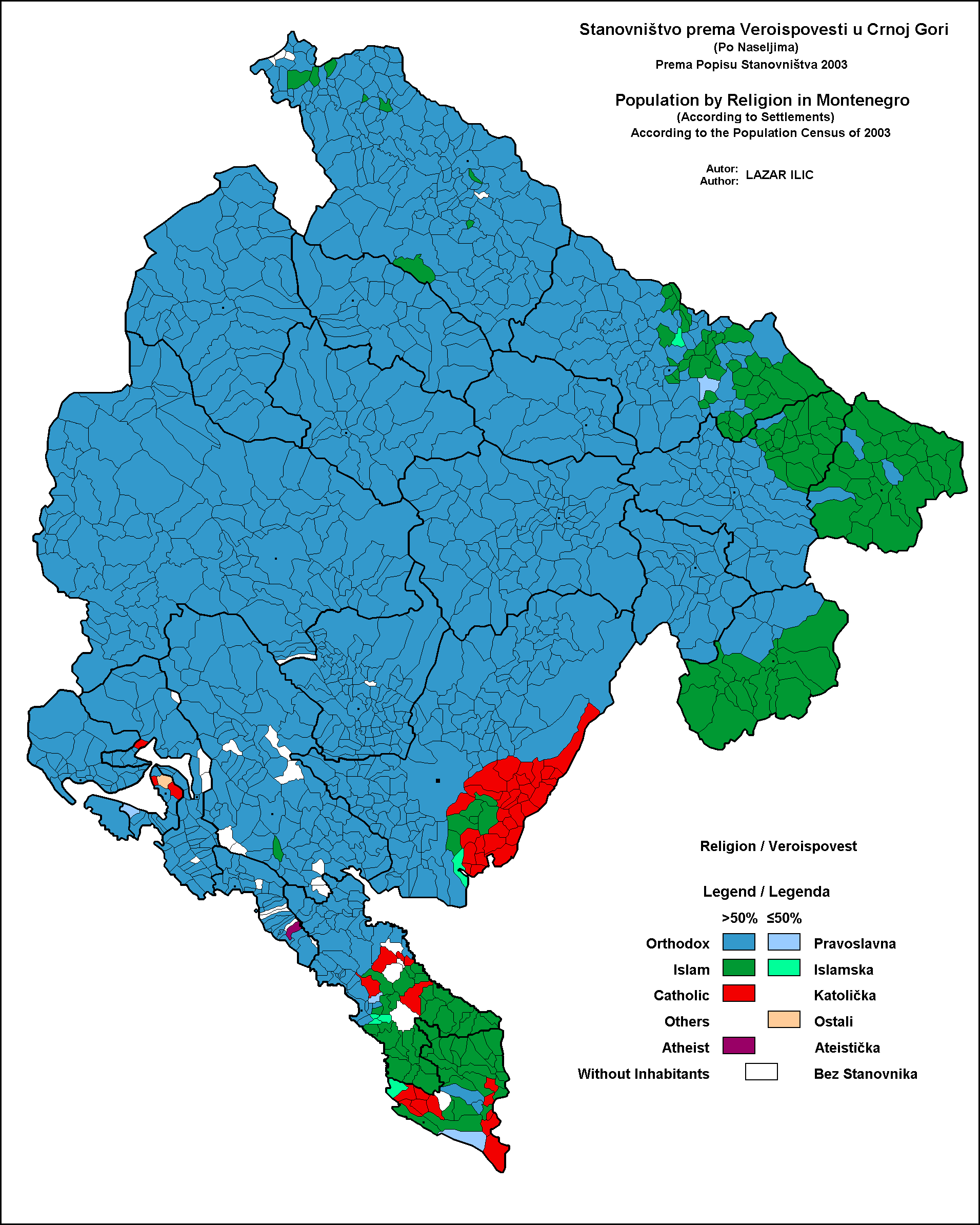
2003年の国勢調査による、モンテネグロの宗教別信者の割合を表した地図。
イスラム教信者（緑）は南部及び東部に多い。

本項目では、モンテネグロのイスラム教について記述する。
モンテネグロのムスリム（イスラム教徒）は国内の少数派宗教の内最大の信者数を獲得している。2011年の国勢調査によると、モンテネグロには118,477人のムスリムがおり、これは全人口の約19.11%に相当する。モンテネグロのムスリムは大部分がスンナ派を信仰している。

## 歴史
15世紀、モンテネグロ王イヴァン・ツルノイェヴィチ（1465–1490）はヴェネツィア共和国と共に戦ったがオスマン帝国に敗北、オスマン帝国はモンテネグロの領土の大部分を征服しイスラム教を導入した。イヴァンの3人目の息子、スタニシャ・ツルノイェヴィチはモンテネグロ人初のイスラム教徒となり、これ以降イスラム教はツルノイェヴィチ王朝にとって知名度のない宗教ではなくなった。
スタニシャ・ツルノイェヴィチはSkenderbeg Crnojevićという名前で、ツェティニェにあった首都を治めた。彼はスルタン・セリム1世の治世の期間中、スラヴ系民族が多く住むオスマン帝国北部において最も信心深いムスリム治世者の一人としてよく知られていた。スタニシャ・ツルノイェヴィチは約3000のアクンジュ（非正規部隊）の軍隊を指揮したことで知られるほか、Gazi Husrev-begのような当時の周辺治世者と書状の交換を行っていた。
1704年、モンテネグロのキリスト教信者は「トルコ人の審判」として知られるムスリムの虐殺をクリスマス・イヴに実行した。

## 21世紀
モンテネグロのムスリムは民族的には大部分がボシュニャク人とアルバニア人で占められているが、モンテネグロ人としてムスリムを名乗る者もいる。ムスリムはその大部分がセルビアとの国境付近に当たるサンジャク地域やウルツィニ、バール、ポドゴリツァに居住している。ボシュニャク人はモンテネグロ人ムスリムと同じ民族的背景を持つが、彼らの所属する民族に関するイデオロギーは異なる。モンテネグロには13のイスラム教コミュニティが設立されており、ポドゴリツァ、トゥジ、Dinoša、バール、Ostros、ウルツィニ、プリェヴリャ、ビイェロ・ポリェ、ベラネ、Petnjica、ロジャイェ、プラヴ、Gusinjeにコミュニティが存在している。

## 統計
2011年の国勢調査の民族構成によると、国内には118,479人のムスリムがおり、内訳は以下のとおりとなっている。
- 53,453 ボシュニャク人
- 22,267 アルバニア人
- 20,270 ムスリム人
- 12,758 モンテネグロ人
- 5,034 ロマ
- 2,003 エジプト人
- 428 モンテネグロ・ムスリム
- 1,435 その他もしくは民族未回答
- 364 ボシュニャク・ムスリム
- 169 ボスニア人
- 195 ゴーラ人
- 101 トルコ人

## ギャラリー

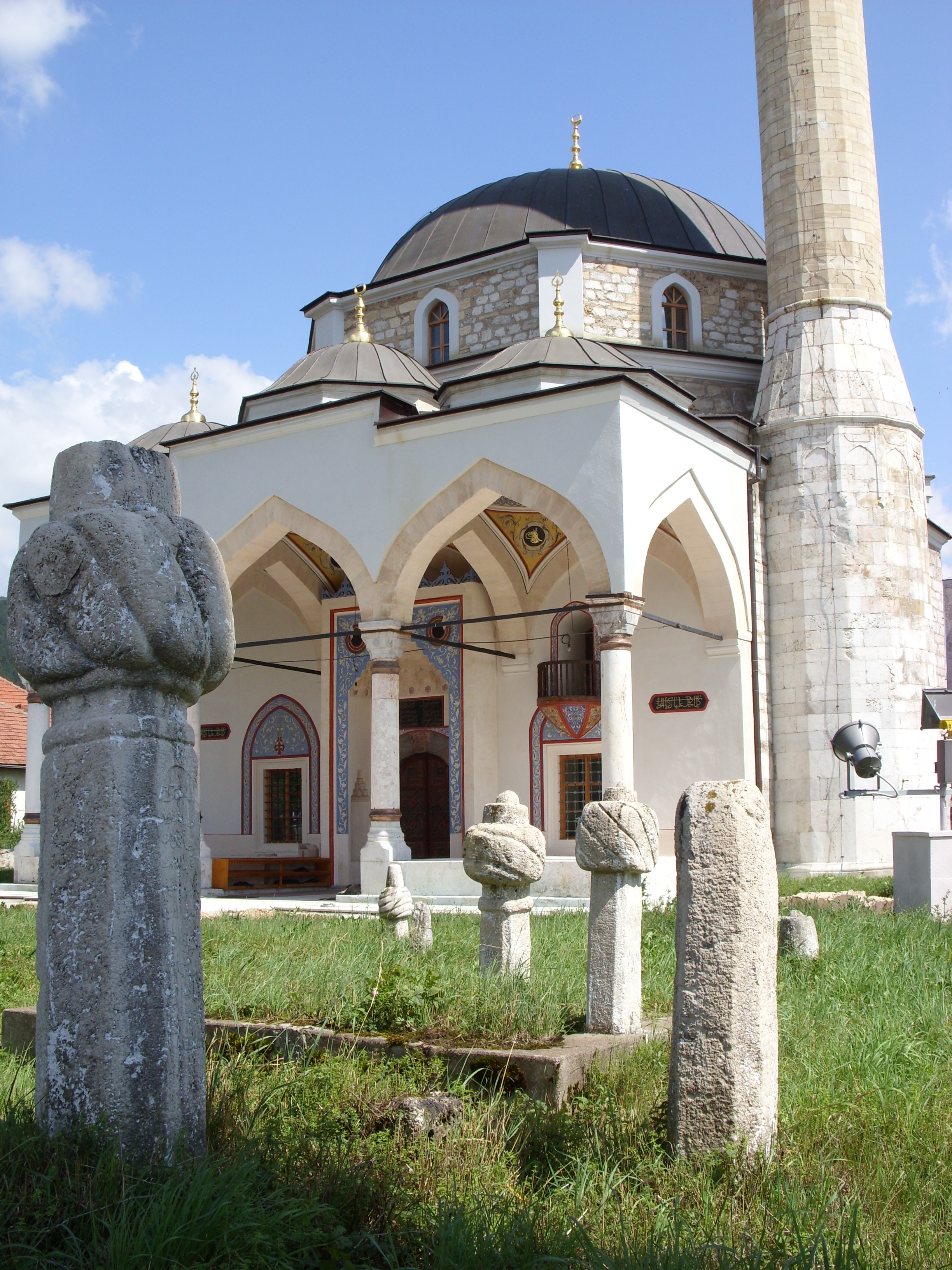
プリェヴリャのモスク
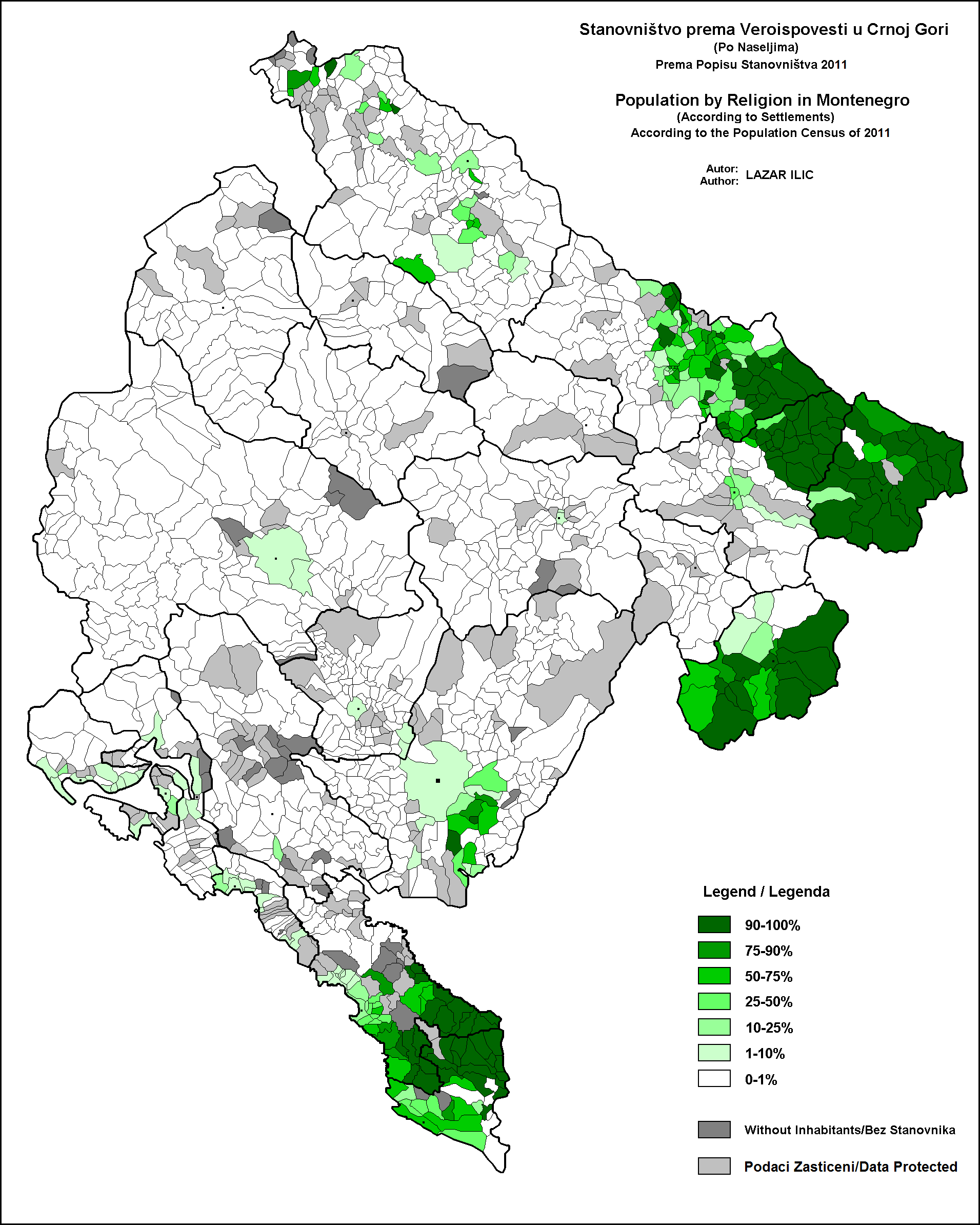
モンテネグロのムスリムの数の統計
ツルノイェヴィチ家の多くの者がイスラム教へと改宗した。